# Eero Lehtinen
Eero Johannes Lehtinen (född 11 juli 1911 i Ypäjä, död 6 april 2007 i Tavastehus) var den förste biskopen i Lappo stift inom Evangelisk-lutherska kyrkan i Finland. Han var teologie doktor honoris causa. Sin bakgrund hade Lehtinen inom den Evangeliska väckelsen.
Lehtinen prästvigdes år 1933. Under sin studietid hade han verkat inom Akademiska Karelen-Sällskapet. Filosofie kandidat blev han år 1943 och teologie licentiat år 1948.
Då Eero Lehtinen blev biskop i Lappo år 1956 valdes han till ämbetet av president Urho Kekkonen, ehuru Olavi Kares egentligen hade stått i första förslagsrum. Detta ledde till en del motsättningar inom stiftet, speciellt mellan de olika väckelserörelserna, men Lehtinen arbetade hårt för att få kyrkfolket åter samlat.
Karakteristiskt för Lehtinens undervisning var Kristus-centrering och i viss mån patriotism.